# Òxid de fosfina

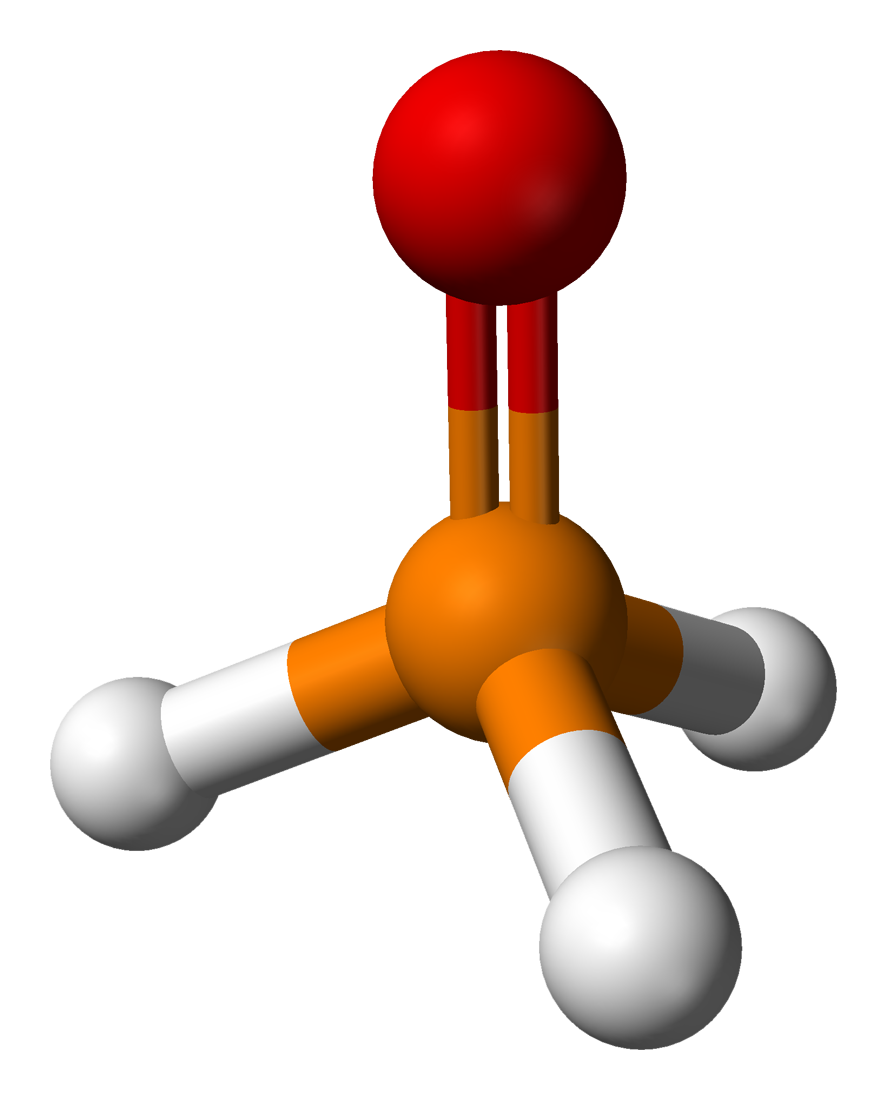
Model tridimensional d'una molècula d'òxid de fosfina

Els òxids de fosfina són composts d'organofòsfor amb fórmula OPR₃, on R = alquil o aril. Són considerats els compostos d'organofòsfor més estables, l'òxid de trifenilfosfina i l'òxid de trimetilfosfina es descomponen només sobre els 450 °C.

## Enllaç
La naturalesa de l'enllaç fòsfor-oxigen en els òxids de fosfina ha estat durant temps debatuda. El fòsfor pentavalent no és compatible amb la regla de l'octet, però es coneix que, de totes maneres, el fòsfor viola aquesta regla, per exemple, en el pentafluorur de fòsfor i l'àcid fosfòric. En literatura més antiga, l'enllaç està representat com un enllaç datiu, i és usat actualment per representar un òxid d'amina. La inclusió dels orbitals d a l'enllaç no està suportada per les anàlisis computacionals. Les teories alternatives afavoreixen una descripció iònica R₃P+−O−, la qual cosa explica la curta longitud d'enllaç. La teoria de l'orbital molecular proposa que la curta longitud d'enllaç és atribuïda a la donació del parell lliure d'electrons de l'oxigen als orbitals antienllaçants fòsfor-carboni. Aquesta proposta, que està suportada per càlculs ab initio, ha guanyat consens en la comunitat química.

## Síntesi
Els òxids de fosfina són més freqüentment generats com un subproducte de la reacció de Wittig:
R₃PCR'₂ + R"₂CO → R₃PO + R'₂C=CR"₂
Una altra ruta comuna als òxids de fosfina és la termòlisi dels hidròxids de fosfoni. Al laboratori, els òxids de fosfina són generats usualment per l'oxidació, freqüentment accidental, de les fosfines terciàries:
R₃P + 1/2 O₂ → R₃PO